# Die Zwietracht

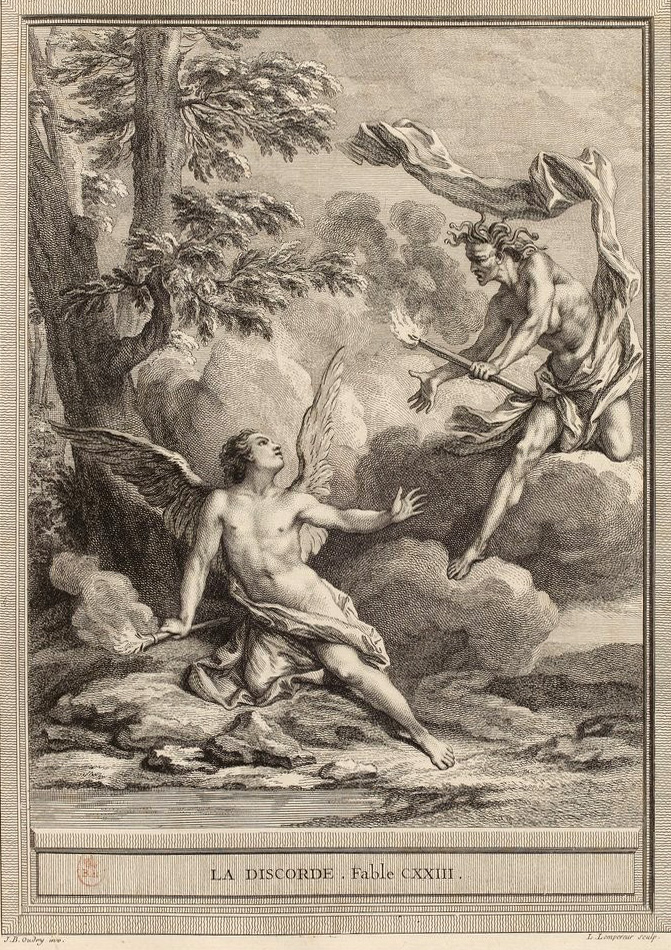
La discorde

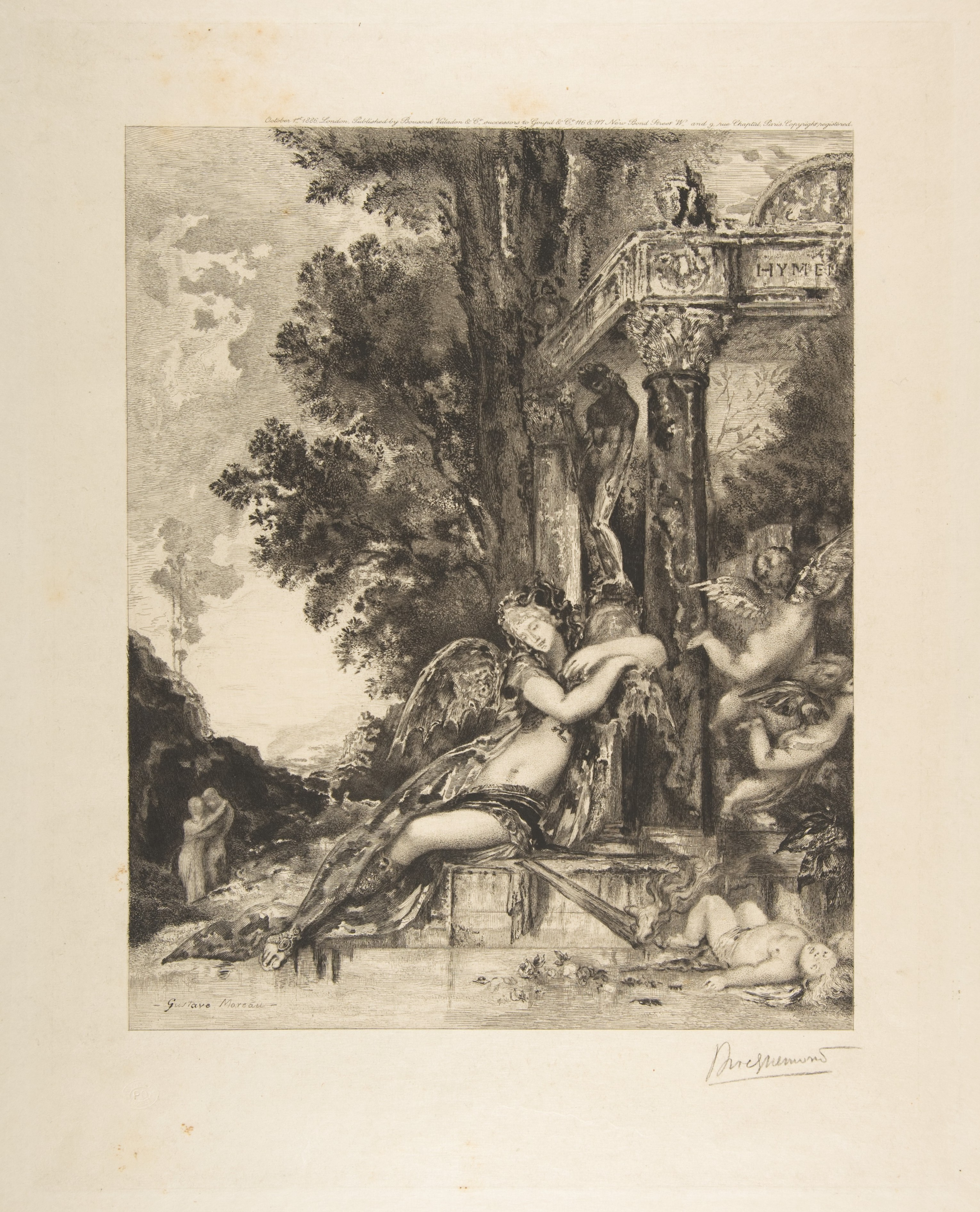
Discord (Metropolitan Museum)

Die Zwietracht (franz. La Discorde) ist die 20. Fabel im sechsten Buch der Fabelsammlung Fables Choisies, Mises En Vers von Jean de La Fontaine. Der Dichter behandelt in diesem Buch das Thema Zwietracht im Zusammenhang mit dem Eheleben; dabei erwähnt er das Urteil des Paris.
Die Fabel erzählt das Schicksal der Göttin Zwietracht, die mit ihrer Kraft den Frieden auf Erden und im Himmel zu stören vermag. Weil sie die Götter dazu gebracht hatte, sich um einen Apfel zu streiten (Apfel der Zwietracht), wurde sie aus dem Olymp vertrieben. Von der Menschheit wurde die Zwietracht dann mit offenen Armen aufgenommen, wo sie von Haus zu Haus zog. Doch die Göttin Fama beklagte sich darüber, dass die umherziehende Zwietracht oft nicht zu finden wäre, sie verlangte:
„Ein fester Aufenthalt sei doch Notwendigkeit,

Von wo man unter Freund’ und zärtliche Verwandte

Sie schicken könnt’ zu jeder Zeit.

Indes weil damals man kein Nonnenkloster kannte,

So hatt’ es seine Schwierigkeit;

Doch endlich ward ihr angewiesen

Ihr Haus in Hymens Paradiesen.“